# Společenský dům YMCA
Společenský dům YMCA je modernistická budova v Hradci Králové postavená v letech 1923 až 1925 architektem Václavem Rejchlem a jeho mladším bratrem Janem.

## Historie
Celosvětové hnutí křesťanské mládeže YMCA vzniklo v Londýně v roce 1844. O jeho rozšíření v nově vzniklém Československu se pak zasloužil zejména první československý prezident Tomáš Garrigue Masaryk, jeho dcera Alice či stavitel Václav Maria Havel, přičemž oficiální československá organizace byla založena v dubnu 1921. V Hradci Králové působila YMCA od roku 1920, kdy sloužila zejména demobilizovaným vojákům v návratu do civilního života.
První plány budovy vznikly v dubnu 1923, povolení ke stavbě je pak datováno 14. listopadu 1923. Dům byl dokončen 30. dubna 1925. Architekt Václav Rejchl mladší byl velkým podporovatelem hnutí, stavbu navrhl zadarmo a přispěl na ni třiceti tisíci Kčs. Budova byla vybavena svobodárnou pro 60 osob, čítárnou, knihovnou, klubovnou, společenským sálem, kuchyní i sprchami. V roce 1934 se v budově podávalo 300 obědů denně a organizace pořádala letní tábory.
Po nuceném ukončení činnosti YMCA v roce 1951 a zestátnění budovy dům stále sloužil kulturně vzdělávacím účelům, pouze pod Krajským výborem Socialistického svazu mládeže. Roku 1975 proběhla rekonstrukce budovy. V roce 1982 byla stavba prohlášena za kulturní památku. Budova byla organizaci navrácena po sametové revoluci a ta v ní sídlí do současnosti (leden 2024).

## Popis
Společenský dům je dvoupatrová budova v půdorysu do tvaru písmena L s obytným podkrovím, zvýšeným přízemím a suterénem. Postavena je ve stylu individualistické moderny. Krov je sedlový, střecha pokrytá plechem. Dominantou budovy je pak hranolový nástavec s půlválcovým ukončením a hromosvodem, na němž nalezneme na stranách do ulice nápisy YMCA.